# Renato Carosone
Renato Carosone (Napels, 3 januari 1920 - Rome, 20 mei 2001) was een Italiaanse zanger van voornamelijk traditionele Napolitaanse nummers, het zogenoemde Napolitaanse lied (canzone napoletana).
Carosone's muziekcarrière begon toen hij als kind piano speelde in een poppentheater. Al op 17-jarige leeftijd studeerde Carosone af als pianist aan het conservatorium. Hierna trok hij met een band door Afrika om uiteindelijk verzeild te raken in de Ethiopische hoofdstad Addis Abeba. Hij keerde pas na het einde van de Tweede Wereldoorlog terug in Italië.
In 1949 richtte hij met de Nederlandse gitarist Peter Van Wood en drummer Gegè Di Giacomo het Trio Carosone op. Later zou Elek Bacsik nog aan de groep worden toegevoegd. Er volgde een intensieve samenwerking met tekstschrijver Nicola Salerno. Samen maakten ze in Italië bekende hits zoals Torero, O Suspiro, Tu vuo' fa' l'americano (1956) en Mambo Italiano. Het nummer Torero werd zelfs een hit in de Verenigde Staten. Om deze reden maakte de band een tour door Cuba en Amerika om uiteindelijk zelfs op te treden in Carnegie Hall in New York.
In 1960 stopte Carosone met zijn muzikale activiteiten en legde hij zich uitsluitend toe op schilderen, zijn andere passie. In 1975 maakte hij zijn muzikale comeback en gaf hij weer concerten. Ook had hij een optreden op het beroemde Italiaanse muziekfestival van San Remo. Hij was muzikaal actief tot halverwege de jaren negentig. Carosone overleed op 81-jarige leeftijd in zijn woonplaats Rome. Hij ligt begraven op het kerkhof van Flaminio aldaar.
- Biblioteca Nacional de España: XX1050460
- Bibliothèque nationale de France: cb137361631 (data)
- CiNii: DA16324271
- Gemeinsame Normdatei: 129676683
- International Standard Name Identifier: 0000 0000 8383 0210
- Library of Congress Control Number: n94108077
- MusicBrainz: 1aa957c9-6a91-4843-83d0-38d479726508
- Nationale bibliotheek van Australië: 64429171
- Nationale Bibliotheek van Israël: 987009451682005171
- Nationale en Universitaire bibliotheek Zagreb: 000592771
- Nederlandse Thesaurus van Auteursnamen: 096779144
- Istituto Centrale per il Catalogo Unico: CFIV149898
- Système universitaire de documentation: 085677647
- Trove: 1775492
- Virtual International Authority File: 53387487
- WorldCat: E39PBJrgFRCD3y6BQ4dv77FFrq